# 龙广路街道
龙广路街道是中华人民共和国贵州省貴陽市乌当区下辖的一个街道办事处。

## 行政区划
龙广路街道下辖以下村级行政区划单位：
新都社区、振华第一社区、振华第二社区、新云社区、幸福社区、龙广社区。